# اودرنهایم ام گلان
اودرنهایم ام گلان (به آلمانی: Odernheim am Glan) یک شهر در آلمان است که در باد کرویتسناخ واقع شده‌است. اودرنهایم ام گلان ۱٬۷۸۳ نفر جمعیت دارد.

## خواهرخوانده
شهر Treptow-Köpenick خواهرخواندهٔ اودرنهایم ام گلان هست.